# Kloster Heilig Kreuz (Meißen)

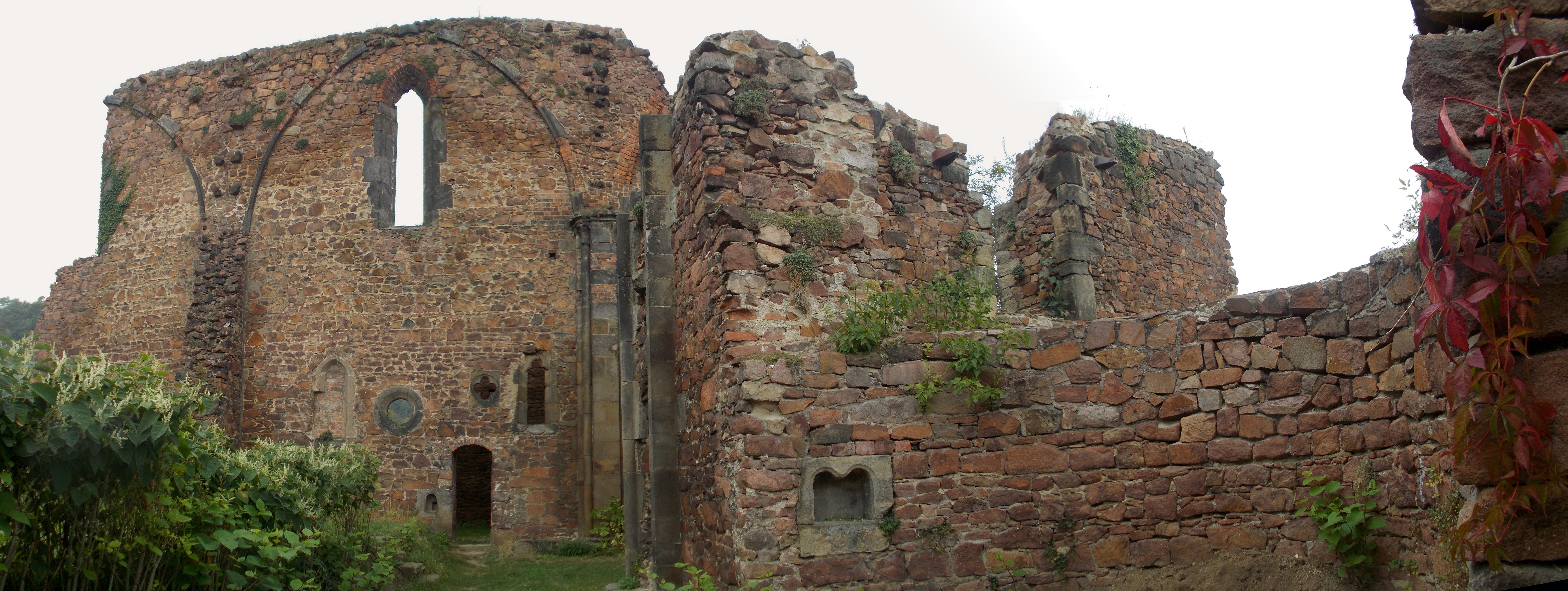
Klosterruine Heilig Kreuz

Kloster Heilig Kreuz ist eine Klosterruine an der Elbe in Meißen in Sachsen.

## Geschichte

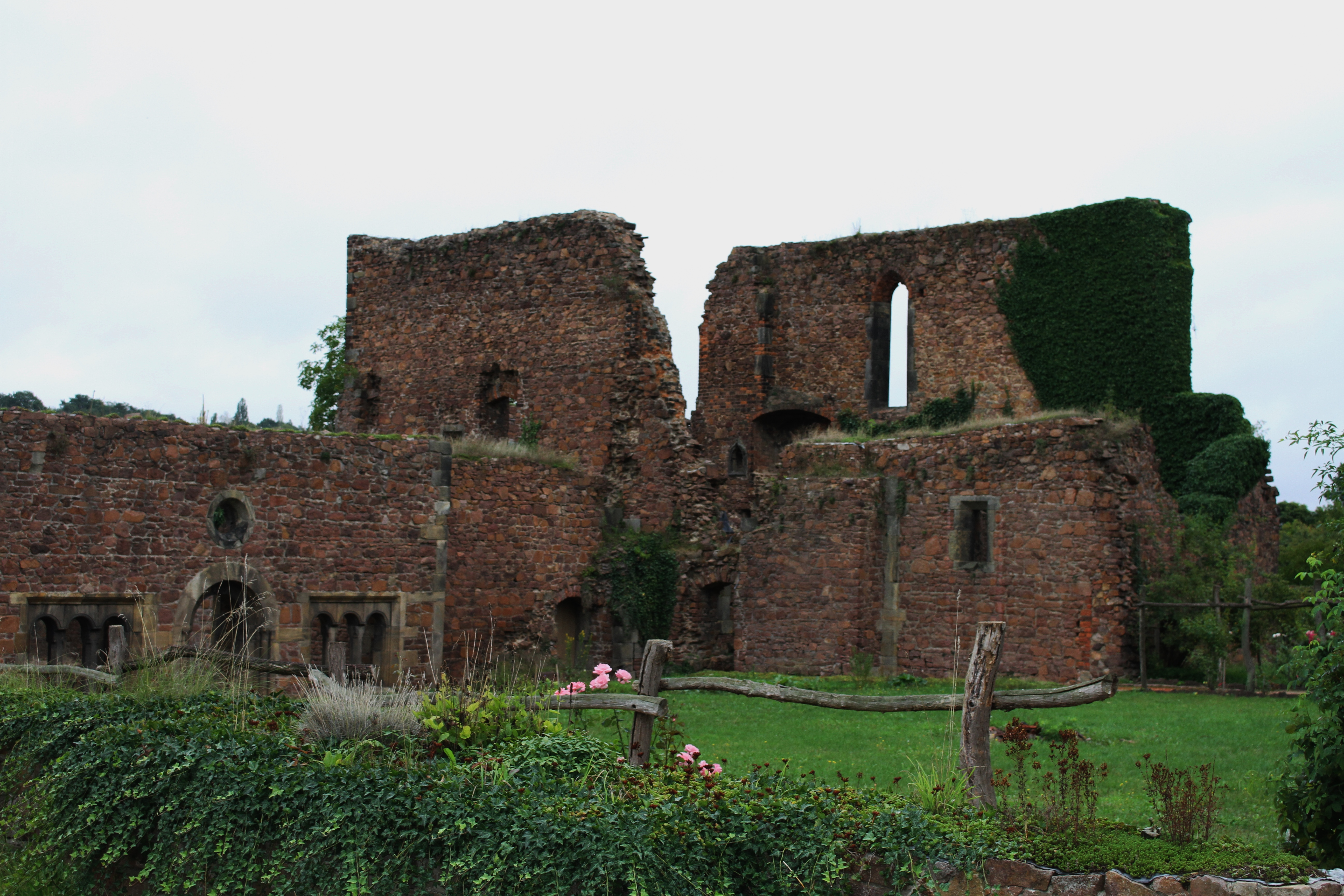
Klosterruine

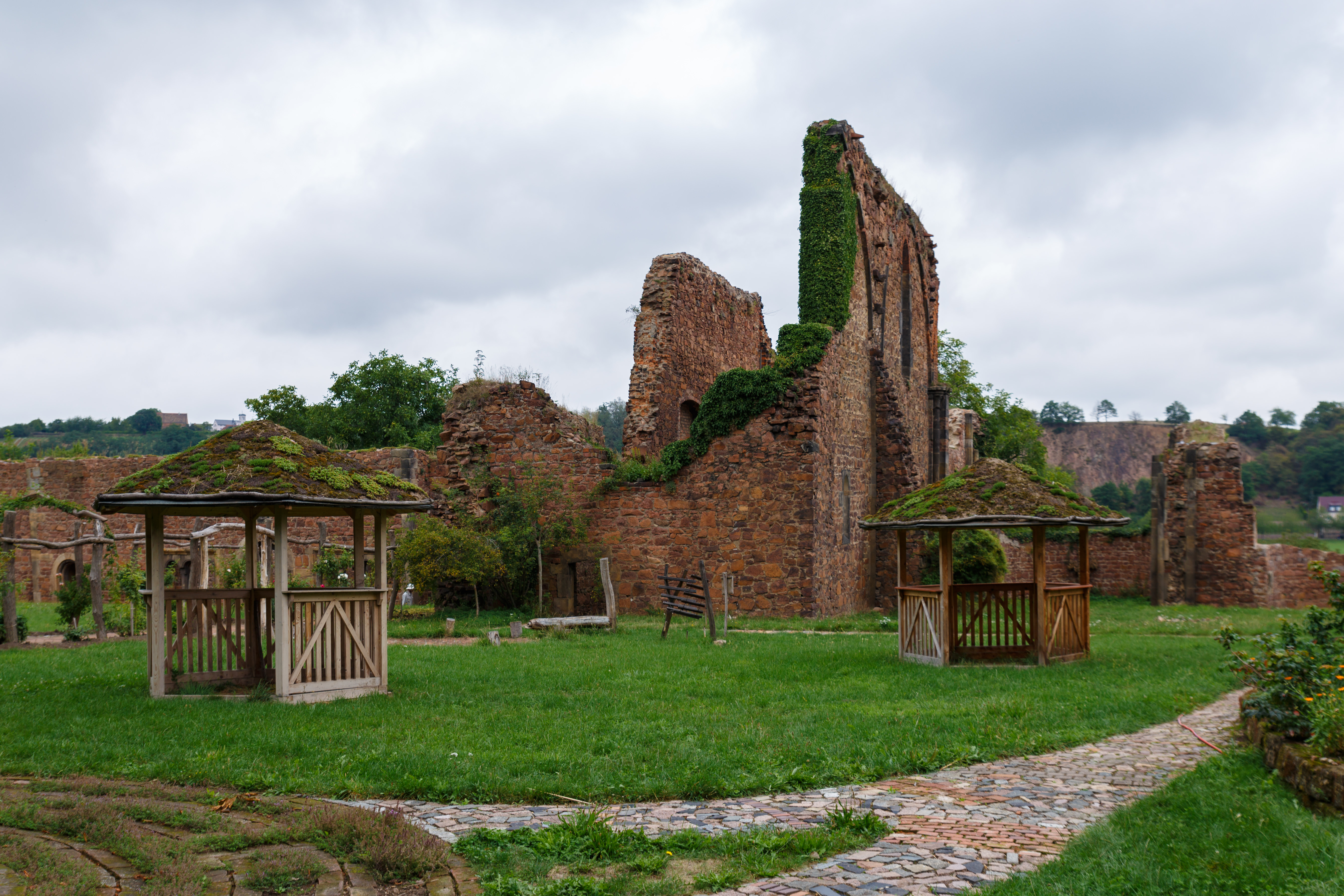
Klosterruine

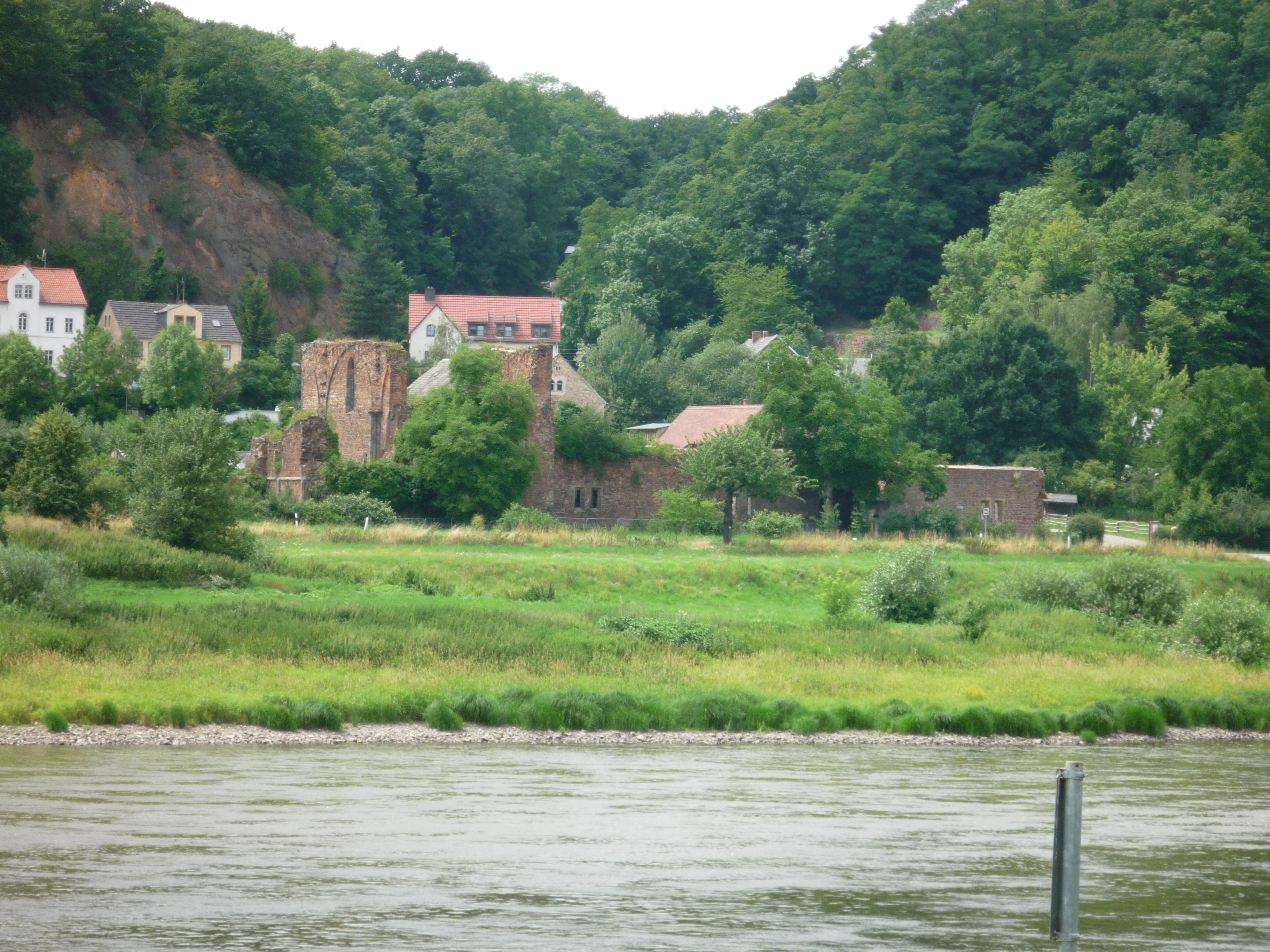
Die Klosterruine Heilig Kreuz von der gegenüberliegenden Elbseite

Am Ende des 12. Jahrhunderts stiftete Dietrich der Bedrängte, Markgraf von Meißen, den Benediktinerinnen ein Kloster in Meißen, welches dem heiligen Kreuz geweiht wurde. Dessen Gebäude befanden sich zunächst zwischen Burgberg und Elbe auf dem Areal einer ehemaligen Wasserburg (heutige Leipziger Straße 30 bis 40).
Im Jahr 1217 wurde das Kloster an das linkselbische Ufer, ca. 1,5 km nördlich der Meißner Altstadt, verlegt. In der ersten Hälfte des 13. Jahrhunderts wurde ein Kirchengebäude errichtet.
Markgraf Dietrich schenkte am 24. April 1220 dem Nonnenkloster „Zum heiligen Kreuz“ das Dorf Sommerfeld bei Leipzig („Svmuelt“). Die große Entfernung nach Meißen machte eine Verwaltung der Besitzung schwierig, so dass Sommerfeld am 26. April 1391 für 200 Freiberger Groschen an das Thomaskloster zu Leipzig verkauft wurde. Auch die Kirche Luppa war im Jahr 1220 eine Schenkung an das Kloster.
Gleichzeitig mit der Verlegung 1217 wurde das Benediktinerinnenkloster dem Abt des Zisterzienserklosters Altzella bei Nossen unterstellt, wodurch die Benediktinerinnen kurzzeitig der zisterziensischen Regel unterworfen wurden. In der Mitte des 13. Jahrhunderts kehrte das Nonnenkloster wieder zu seiner alten, benediktinischen, Ordensform zurück.
Nach der Reformation Martin Luthers wurde das Kloster im Jahr 1568 aufgehoben. Um 1570/71 wurde der Landesschule St. Afra zur wirtschaftlichen Konsolidierung säkularisierter Kirchenbesitz zugesprochen. Darunter befand sich auch das Klostergut zum Heiligen Kreuz, das viele Feld-, Wald- und Wiesengrundstücke im Jahnabachtal, in Gasern (Gemeinde Käbschütztal) und der Meißner Vorstadt Fischergasse besaß. Das Klostergebäude selbst wurde dem Verfall preisgegeben und schließlich im Siebenjährigen Krieg (1756–1763) zerstört.
Am 1. Dezember 1900 lebten im selbständigen Gutsbezirk Klostergut am heiligen Kreuz, der als Gemeinde geführt wurde, 23 Personen. Ab 1945 diente das Gelände des Klosters als Gärtnerei. Seit 1994 ist es Sitz des Meißner Hahnemannzentrums e. V., das Sicherungsarbeiten an den Gebäuden vornehmen ließ. Zwischen 1997 und 2001 erfolgten archäologische Grabungen im Bereich der neuzeitlichen Wirtschaftsgebäude und des alten Klausurgebäudes (u. a. der Kreuzgang). Weitere Grabungen und Sondierungen sind geplant. Im Jahr 2004 nahm das Hahnemannzentrum weitere Sanierungsarbeiten an den Gebäuden vor.
Das Klostergut zum Heiligen Kreuz besteht bis heute als eigene Gemarkung in den Meißner Grundbüchern. Diese besteht aus dem Hauptteil, der sich als schmaler Streifen links der Elbe befindet, sowie einer Splitterfläche nördlich des Hauptteils am Elbufer und einer Splitterfläche südlich des Hauptteils westlich von Gasern.

## Personen
- Adelheid von Meißen, Königin von Böhmen aus dem Haus Wettin († 2. Februar 1211 im Kloster des Heiligen Kreuzes in Meißen).